# Chelo
Chelo, (właśc. José Oscar Mejias Hernández, ur. w 1986 roku) – wokalista, pochodzący z Portoryko (USA), Występował z popularnym, portorykańskim boysbandem Jyve V oraz z działającą w Teksasie grupą ATM, wykonującą muzykę w stylu mexican/urban. 
Jako solista zadebiutował przebojowym singlem „Cha Cha”,  Utwór wyprodukował Jeeve, współpracujący wcześniej między innymi z takimi gwiazdami jak: Carlos Santana, The Game czy Eden's Crush.
Utwór ten promuje ukazujący się w listopadzie 2006 roku debiutancki album, zatytułowany 360°.

## Dyskografia

### Single
- Cha Cha (2006)
- Yummy (2006)
- Un Corazón (2007)

### Albumy
- 360° (2006)